# Die Komödianten

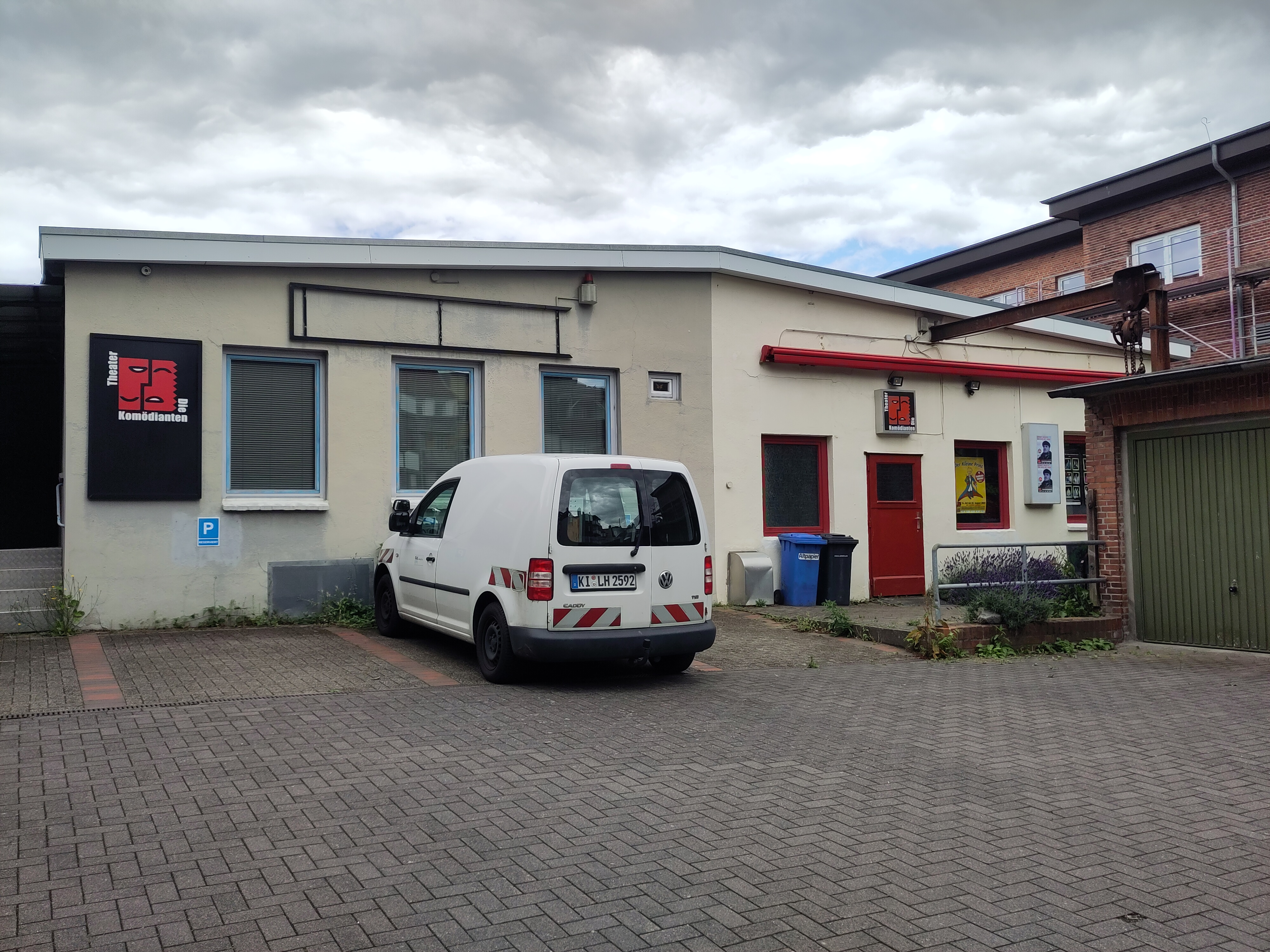
Aufführungsstätte der Komödianten in Kiel (2023)

Die Komödianten ist ein privates Theater in Kiel. Es wurde 1984 vom Schauspieler Markus Dentler gegründet.

## Geschichte
Nachdem die Aufführungen zunächst in der ehemaligen Kantine der ELAC Electroacustic stattgefunden hatten, zog das Theater nach einem Jahr in eine ehemalige Schlosserei in der Kieler Wilhelminenstraße, in der 99 Zuschauer Platz finden. Seit 1993 führen Die Komödianten außerdem jeden Sommer auf einer Freilichtbühne im Innenhof des Kieler Rathauses Der kleine Prinz nach der Erzählung von Antoine de Saint-Exupéry auf.
Im Rahmen von Gastspielen sind Die Komödianten in Dänemark, Norwegen, Schweden, Moskau, Kaliningrad und in Brest aufgetreten sowie in New York im Gebäude der Vereinten Nationen.

## Auszeichnungen
Beim Edinburgh Festival Fringe wurden Die Komödianten für die Straßentheater-Version von Samuel Becketts Warten auf Godot mit vier Sternen ausgezeichnet. Für den Kulturaustausch mit dem Deutschen Nationaltheater Kaliningrad wurde das Theater vom Bundespräsidenten ausgezeichnet.